# Limnophila decasbila
Limnophila decasbila är en tvåvingeart som först beskrevs av Christian Rudolph Wilhelm Wiedemann 1828.  Limnophila decasbila ingår i släktet Limnophila och familjen småharkrankar. Inga underarter finns listade i Catalogue of Life.